# Đạn K
Đạn K (Patrone S.m.K - Patrone Spitzgeschoss mit Kern) là phiên bản đặc biệt của đạn 7.92x57mm Mauser có đầu đạn lõi làm bằng thép có độ cứng rất cao. Nó được thiết kế để bắn bằng súng trường Gewehr 98 cho nhiệm vụ chống tăng.
Đạn được bộ binh Đức sử dụng để chống lại các xe tăng Anh trong Thế chiến thứ nhất. Tỉ lệ xuyên thành công giáp dày 12 – 13 mm ở cự li 100m bằng 1/3 số lượng bắn ra. Đạn K khá đắt vào thời đó, chỉ được trang bị cho lính thiện chiến làm nhiệm vụ bắn tỉa chống tăng, trong khi bộ binh thông thường chỉ được trang bị đạn đầu đảo ngược.
Đức đã thiết kế nhiều loại đầu đạn K trong Thế chiến thứ nhất và Thế chiến thứ hai, bao gồm:
| Tên thiết kế      | Tên đầy đủ                                           | Mô tả |
| ----------------- | ---------------------------------------------------- | --- |
| S.m.K.H.          | 'Spitzgeschoss mit Kern, Hart'                       | Thay lõi thép dụng cụ bằng lõi wonfram carbide.                                                                                              |
| S.m.K. L'spur     | 'Spitzgeschoss mit Kern, Leuchtspur'                 | Lõi xuyên ngắn hơn so với nguyên bản, thêm khoang thuốc cháy vạch đường. Đạn có đánh dấu bằng màu sắc để phân biệt, ví dụ màu vàng "(gelb)". |
| S.m.K. Ub.m.Zerl. | 'Spitzgeschoss mit Kern Übungsmunition mit Zerleger' | Đầu đạn tự hủy ở một khoảng cách nhất định. Chức năng tự hủy ít khi đạt hiệu quả.                                                            |